# 明治村 (新潟県佐渡郡)
明治村（めいじむら）は、かつて新潟県佐渡郡にあった村。

## 地理
- 島嶼：佐渡島

## 沿革
- 1889年（明治22年）4月1日 - 町村制施行に伴い加茂郡下久知村、久知河内村、城腰村、原黒村、住吉村が合併し、明治村が発足。
- 1896年（明治29年）4月1日 - 郡の統合により佐渡郡に所属[1]。
- 1901年（明治34年）11月1日 - 佐渡郡河崎村、富岡村、吾潟村と合併し、河崎村を新設して消滅。